# カーディフ大学
カーディフ大学（英語: Cardiff University）は、カーディフ（ウェールズ）に本部を置くイギリスの国立大学。1883年創立、1883年大学設置。
ウェールズ語名Prifysgol Caerdydd。イギリスの研究重点大学から構成されるグループである、ラッセル・グループに所属。
2004年8月1日、ウェールズ大学College of Medicineとの合併を機にウェールズ大学より独立。現在はウェールズ大学の提携機関(Affiliated/Linked Institution)となっている。
それまではカーディフ大学の呼称を併せて使用しつつもウェールズ大学の構成大学として、同大学の学位を授与していたが、2004年の入学者より医学部を除きカーディフ大学(Cardiff University)の名前の下、学位を授与している。
ウェールズ大学からの独立以前はUniversity of Wales, CardiffやUniversity of Wales College, Cardiffと言う名称も使用されていた。
2013年1月より、GW4として近隣に位置する研究重点大学との研究交流が強化されることが公式に発表された。イングランド南西部およびウェールズにおける研究重点大学である、カーディフ大学、ブリストル大学、エクセター大学、バース大学は「GW4」という名の下で、研究者同士の交流や共同研究を促進しつつある。
1980年代中盤より英国においては高等教育機関に対する競争的資金配分の枠組みが強化され、約5年おきに各大学の研究成果を評価する枠組みRAE(Research Assessment Exercise)が導入・運用されてきた。2008年のRAEにおいて、同大学ビジネススクールは、ロンドンビジネススクール、インペリアルカレッジ、ケンブリッジ大学に次ぎ、第4番目にランクされた（全ての学術分野を総合した指標においては全英で22位にランクされた）。
2008年のRAE以降は、REF（Research Excellence Framework）という名称に変更され運用されている。2014年に発表されたREFの結果において同大学は、全ての学術分野を総合した指標においても、ビジネススクールとしても6位にランクされた。

## カーディフ大学の関係者
- ニール・キノック - 政治家。元イギリス労働党党首（1983～92）。
- マーティン・エヴァンズ - 生理学者。2007年にノーベル生理学・医学賞を受賞。